# Heterophilus
Heterophilus is een geslacht van kevers uit de familie Vesperidae. De wetenschappelijke naam van het geslacht werd in 1988 gepubliceerd door Pu.

## Soorten
Heterophilus omvat de volgende soorten:
- Heterophilus dentitibialis Chiang & Chen, 1996
- Heterophilus punctulatus Chiang & Chen, 1996
- Heterophilus scabricollis Pu, 1988